# Lazare Nicolas Marguerite Carnot
Lazare Nicolas Marguerite Carnot (francès: Lazare Carnot)  (Nolay, 13 de maig de 1753 - Magdeburg, 2 d'agost de 1823) fou un militar, polític físic i matemàtic francès conegut pels malnoms d'Organitzador de la Victòria o Gran Carnot.

## Vida
Lazare Carnot és un dels pocs personatges històrics que tenen una carrera científica i una militar i política, dignes d'estudi independent cadascuna d'elles: soldat-filòsof al final de l'Antic Règim, estrateg del Terror per la millor de les repúbliques, savi-ciutadà amb el despotisme napoleònic.

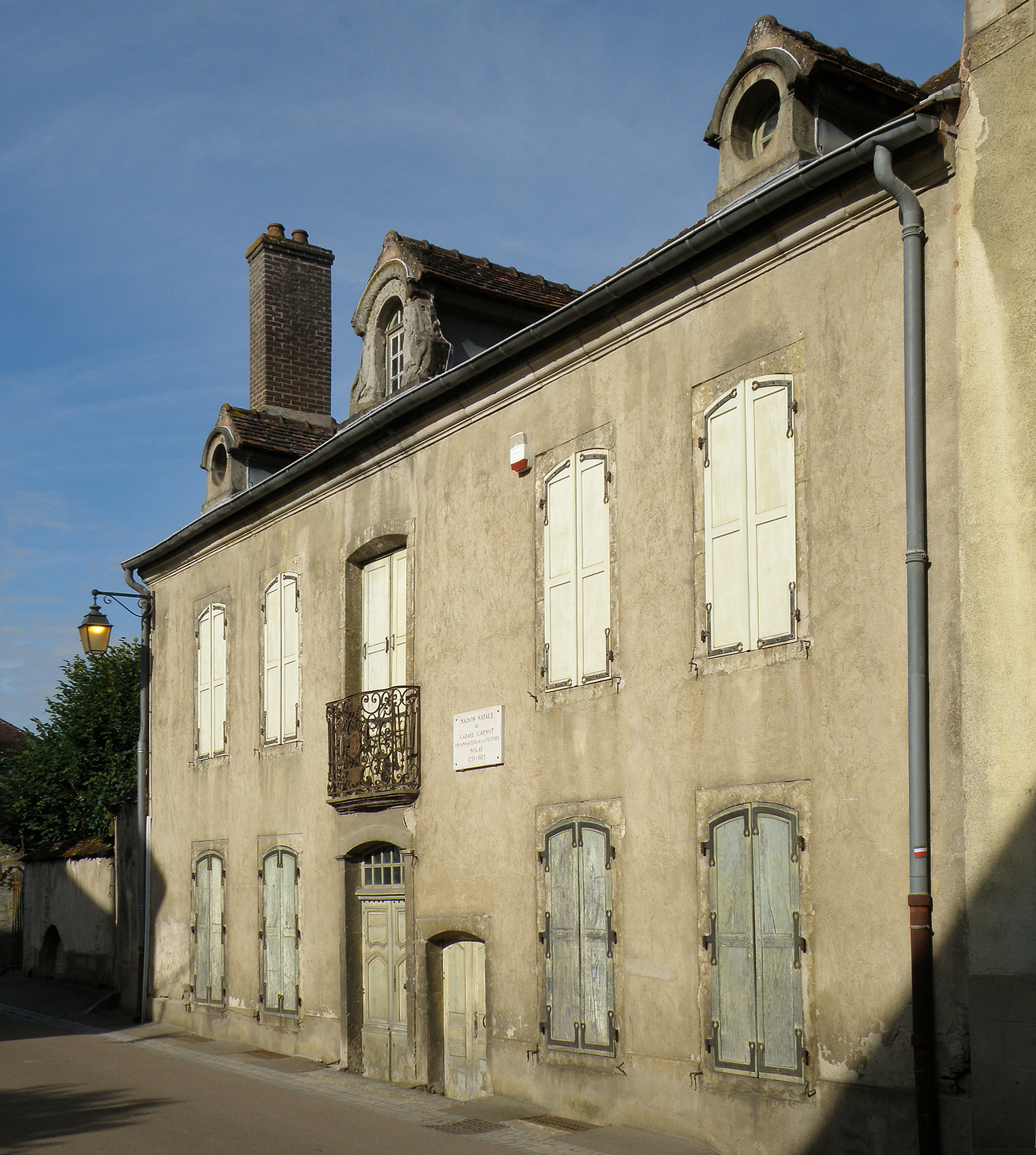
Casa natal de Lazare Carnot a Nolay.

Lazare Carnot era fill d'un notari de Borgonya, va fer els seus estudis al col·legi d'Autun (dirigit per oratorians) i va ingressar el 1770 a l'acadèmia d'enginyeria militar de Mézières després de passar l'examen d'ingrés que li va fer Charles Bossut. El seu germà Claude-Marie (conegut com a Carnot-Feulins), també va ser alumne de l'acadèmia militar a partir de 1773.
Lazare Carnot es va graduar el 1773 amb el grau de tinent. Tot i haver estat alumne de Gaspard Monge, no sembla que fos dels seus deixebles preferits. Després graduar-se va estar destinat successivament a Calais, Le Havre, Béthune, Arràs i Aire.
El 1784 obté un premi de l'Acadèmia de ciències de Dijon pel seu Éloge de Vauban, la seva primera obra, tot i que un any abans havia publicat anònimament el Essai sur les machines en gènèral. A la lectura del seu treball a l'Acadèmia de Dijon hi va assistir el príncep Enric de Prússia, per això sembla que va presentar el seu següent treball a l'Acadèmia de Ciències de Berlin i sempre va mantenir una certa simpatia pel món alemany.

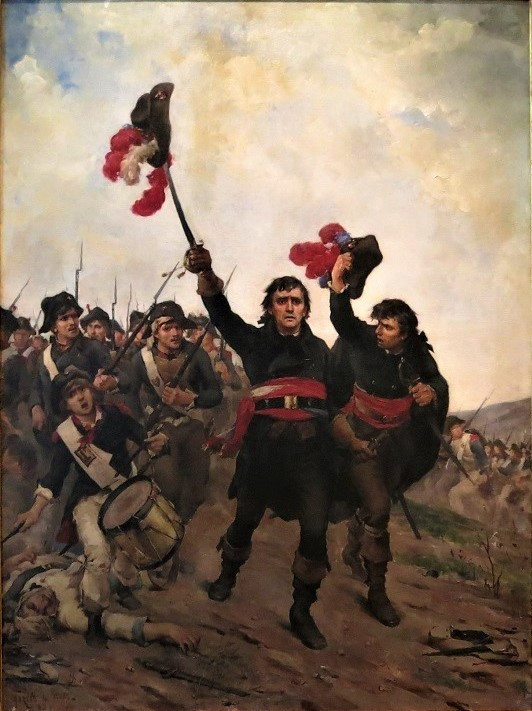
Lazare Carnot a la batalla de Wattignies, pintat per Georges Moreau de Tours el 1893.

Lazare Carnot i el seu germà Claude Carnot-Feulins van entrar en política el 1791 en ser escollits diputats de l'Assemblea Legislativa en representació del districte de Pas-de-Calais. L'estiu de 1793, quan la situació militar de la revolució era catastròfica, Carnot és enviat al front de l'est i aconsegueix la victòria militar de Wattignies (16 d'octubre de 1793) després d'haver estabilitzat el front a Estrasburg. Aquests fets faran que sigui nomenat membre del Comitè de Salvació Pública, organisme que, de fet, dirigeix el poder executiu de la república. Des d'aquest càrrec, i juntament amb l'altre enginyer militar del comitè, Prieur de la Côte d'Or, serà l'encarregat d'aprovisionar i instruir els exèrcits republicans i conduir-los a la victòria final. Un dels fets necessaris per aconseguir aquest fi va ser la fundació de l'École polytechnique, que escometrà juntament amb Prieur i Monge.
El novembre de 1795, en crear-se el Directori, en serà escollit un dels seus cinc membres. Però només hi romandrà fins al setembre de 1797 (cop d'estat del 18 de Fructidor), quan, perseguit pels radicals, comanats per Paul de Barras, haurà de refugiar-se a Suïssa. Tot i així, és el personatge que més temps va ocupar de forma continuada un càrrec a la més alta institució de l'executiu de la nova república francesa (1793-1797).
El desembre de 1799, amb l'amnistia decretada en arribar al poder Napoleó Bonaparte, retorna a França i, per breu temps serà ministre de la guerra de Napoleó (abril a octubre de 1800). El 1815, durant el Govern dels cent dies, tornarà a ser ministre de l'interior en un govern de Napoleó. Abans però, en les dramàtiques circumstàncies de les derrotes a Rússia, Napoleó el va nomenar governador d'Anvers, ciutat de la qual va comandar la defensa i que va mantenir fins i tot després de la derrota de Waterloo.

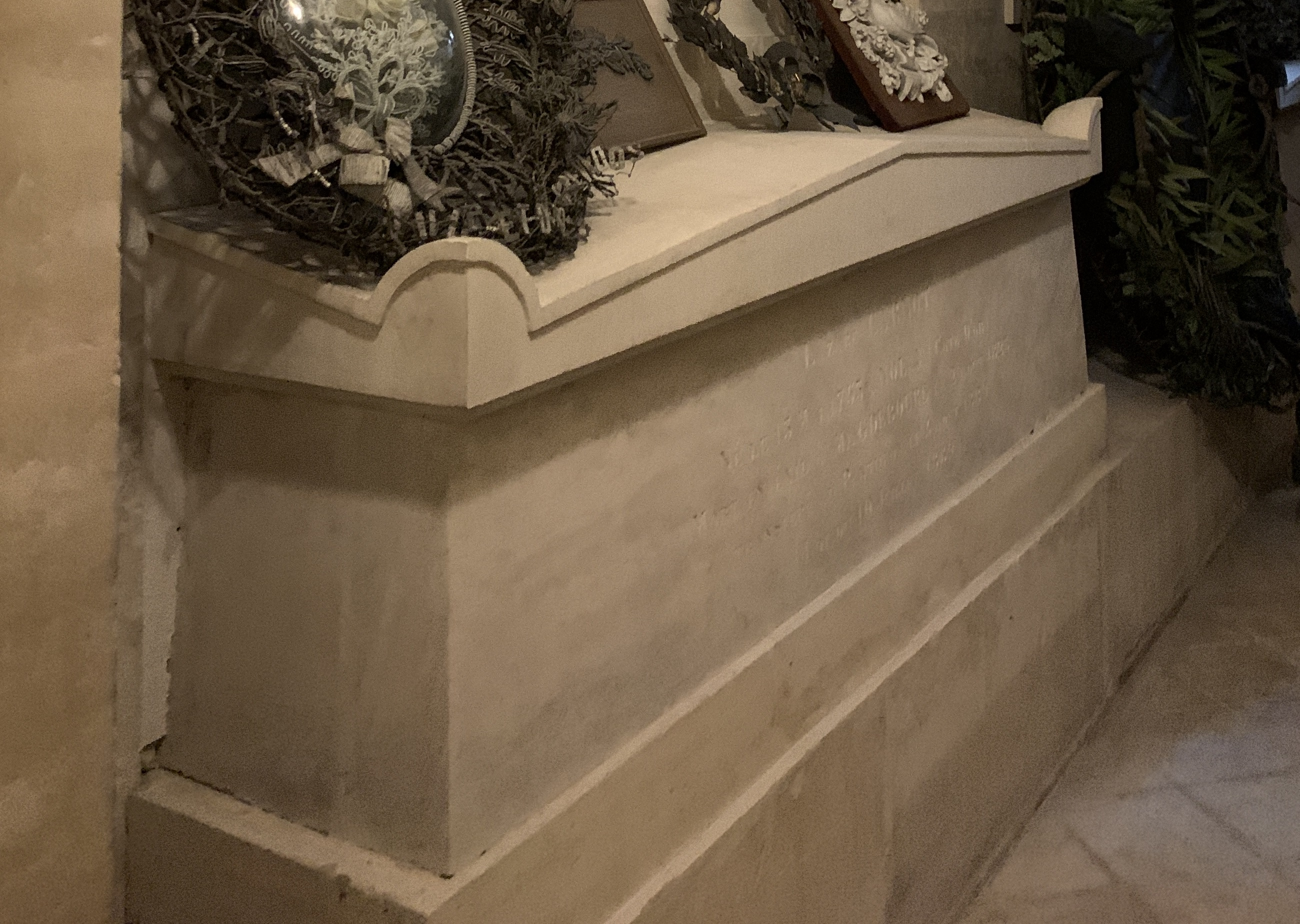
Tomba de Lazare Carnot al Panteó de París.

La Restauració borbònica no li va perdonar el seu republicanisme i el 1815 va tornar a marxar a un exili del que ja no tornaria mai més. Amb ell va marxar el seu fill Hippolyte. Després d'una breu estada a Varsòvia es va instal·lar a Magdeburg on va morir el 1823.
Va ser el pare de Nicolas Léonard Sadi Carnot, un dels iniciadors de la termodinàmica, i de Lazare Hippolyte Carnot, reputat polític republicà, i l'avi de Marie François Sadi Carnot, president de la Tercera República de França.
El 1889 les seves despulles van ser solemnement traslladades al Panteó de París.

## Obra
Al marge de la seva activitat política, Lazare Carnot ha deixat una obra científico-matemàtica no gaire voluminosa, però si significativa:

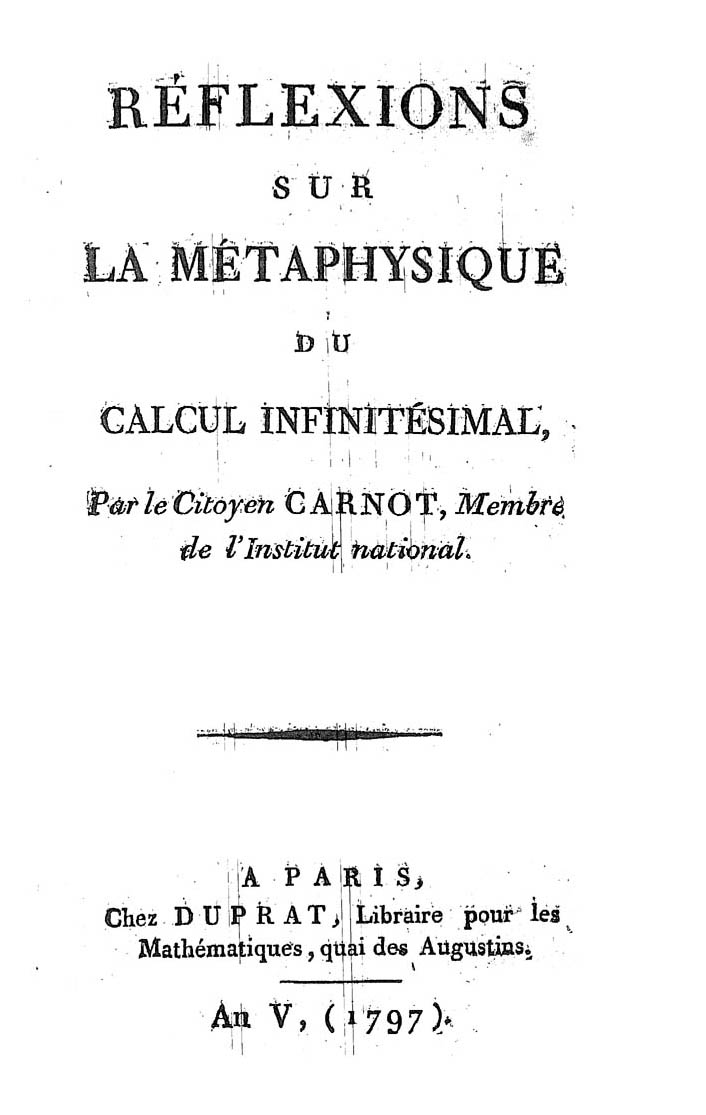
Primera edició de les Réflexions sur la métaphysique du calcul infinitésimal.

- 1783 (Dijon), Essai sur les machines en général
- 1784 (Dijon), Éloge de M. le Maréchal de Vauban
- 1797 (París), Réflexions sur la métaphysique du calcul infinitésimal
- 1801 (París), De la corrélation des figures de géométrie[20]
- 1803 (París), Géométrie de position[20]
- 1803 (París), Principes fondamentaux de l'équilibre et du mouvement
- 1806 (París), Mémoire sur la relation qui existe entre les distances respectives de cinq points quelconques pris dans l'espace
- 1810 (París), De la défense des places fortes

També va publicar algunes obres poètiques, tot i que el seu valor literari està molt per sota del valor científic de les anteriors:
- 1820 (París), Opuscules poétiques du général L.N.M. Carnot[21]
- 1821 (París), Don Quichotte. Poème héroï-comique en 6 chants